# Портрет молодого князя Н. Б. Юсупова
«Портрет молодого князя Н. Б. Юсупова» — картина Винченцо Петрочелли, выставленная в постоянной коллекции музея Эрмитаж в Санкт-Петербурге. Поступил в коллекцию в 1946 году из Музея этнографии народов СССР.
Выставлен в Зимнем дворце в зале №182 (Готический кабинет). 

## Описание
Картина изображает молодого герцога Николая Борисовича Юсупова, представителя одноимённой княжеской династии, одной из самых могущественных и влиятельных в Российской империи XIX века. Портрет был написан в 1851 году неаполитанским художником Винченцо Петрочелли (итал. Vincenzo Petrocelli) по прямому заказу российского императорского двора и приобретён по личному распоряжению императора Николая I Романова, императора России и короля Польши. Картина вошла в состав императорских коллекций и в настоящее время хранится в Государственном Эрмитаже в Санкт-Петербурге, в отделе западноевропейской живописи XIX века.
Стилистически работа представляет собой завершённый образец академической портретной живописи неаполитанской школы конца XVIII — XIX веков, ориентированной на историко-официальные каноны позднего бурбонского классицизма. Петрочелли применяет фронтальную композицию, подчёркивает аристократическую осанку и тщательно прорабатывает текстильные детали, передавая публичную и династическую природу образа. Колористическое решение — строгое и благородное, освещение мягкое и равномерное, что создаёт торжественное и уравновешенное звучание, характерное для придворного портрета.
Психологическая характеристика образа выстроена сдержанно, без излишнего пафоса, что соответствует официальному характеру портрета, но при этом сохраняет глубину и человечность — это подчёркивает задумчивый взгляд молодого герцога. Петрочелли демонстрирует высокое мастерство в передаче светотени и физиогномики, подтверждая своё умение сочетать академическую строгость с повествовательной выразительностью.
Портрет является важным свидетельством международного признания неаполитанской живописной школы XIX века, способной взаимодействовать с крупнейшими европейскими дворами и музейными собраниями. Картина считается одной из вершин официального художественного наследия Королевство обеих Сицилий и доказательством культурного престижа итальянской школы за пределами Апеннин.

## Выставки
- Неаполь, 1851
- Музей этнографии народов СССР, 1946
- Эрмитаж в Санкт-Петербурге, Россия, 1946